# Avatar: The Last Airbender – The Burning Earth
Avatar: The Last Airbender – The Burning Earth (укр. Аватар: Останній захисник — Палаюча земля), також відома в Європі як Avatar: The Legend of Aang – The Burning Earth (укр. Аватар: Легенда про Аанга — Палаюча земля ) — відеогра 2007 року для Game Boy Advance, Nintendo DS, PlayStation 2, Wii та Xbox 360, заснована на мультсеріалі «Аватар: Останній захисник». Це була одна з останніх ігор, випущених для Game Boy Advance у Північній Америці та Європі. Це продовження гри 2006 року Avatar: The Last Airbender. У 2008 році за грою було випущено продовження Avatar: The Last Airbender – Into the Inferno.
Гра відома легким здобуттям досягнення Xbox 360 1000G, що можна швидко розблокувати менш ніж за п’ять хвилин.

## Сюжет
У першому розділі гри гравець залишає судно із представниками Північного племені води, включаючи майстра Пакку. Аанг, Сокка і Катара дістаються фортеці Королівства Землі генерала Фонга, який після прибуття відразу ж нацьковує на Аватара декілька стражників, щоб перевірити його здібності.

## Продовження
Продовження під назвою Avatar: The Last Airbender – Into the Inferno було випущено для Wii у жовтні та для Nintendo DS у листопаді 2008 року.